# Примаченко Федір Васильович
Фе́дір Васи́льович Примаче́нко (24 березня 1941 — 7 серпня 2008) — майстер декоративного розпису, син художниці Марії Примаченко, член Спілки художників України (1984), Заслужений художник України (1998), лауреат премії імені Катерини Білокур (2000), нагороджений орденом «За заслуги» ІІІ ступеня та Почесною відзнакою Президента України (2001).

## Життєпис
Народився 24 березня 1941 року в селі Болотня (Іванківський район, Київська область) у родині Василя Марінчука та Марії Примаченко. Федір так і не побачив батька, який загинув на початку війни. Жив з мамою в діда Оксена і баби Пріськи Оксентихи. Трохи підрісши, працював ковалем, пастухом, до пенсії — лісником. Завжди знаходив хвилину для малювання, як цього й хотіла мати і він сам. 
Роботи Федора Примаченка з'являлися на виставках, у тому числі міжнародних. Продовжив справу матері, створивши свій — більш раціональний — стиль.
Лауреат Всесоюзного фестивалю самодіяльного мистецтва (1967).
У Чернігівському обласному художньому музеї імені Григорія Галагана зберігають чотири його твори (два з них присвячені батькам).
На Всесоюзній виставці самодіяльних художників нагороджений срібною медаллю.
У композиції «Птах у квітах» (1979 рік) у зображенні білої пави Федір втілив образ матері, того ж року у творі «Хата, що чекає рідного солдата» лине в ключі птахів спомин про батька.
Помер 2008 року в с. Болотня, похований поруч з матір'ю.

## Сім'я
Разом із дружиною Катериною виховав синів Івана та Петра. Петро Примаченко — художник, учасник Революції гідності, волонтер. З 24 лютого 2022 року — боєць Сил територіальної оборони Збройних Сил України. Брав участь в обороні Києва й області.